# Tatra Beta
Tatra Beta byl lehký dvoumístný užitkový automobil s nosností 600 kg, vyráběný v pobočném závodě Tatra Kopřivnice v Příboře v letech 1996–1999.

## Historie a vývoj
Vozidlo, původně navržené jako elektromobil s pohonem na akumulátory NiCd, bylo vyvinuto začátkem 90. let 20. století ve firmě Škoda Elcar Ejpovice ve spolupráci s LIAZ Jablonec a Tatra Kopřivnice. Rozpracovaný projekt převzala později Škoda Plzeň pro svou divizi užitkových vozidel Škoda Truck. Pro předpokládanou sériovou produkci byl založen společný podnik Škoda Tatra s. r. o. se sídlem v Příboře, Místecká 1111.
První prototypy s elektrickým pohonem měly dojezd až 120 km a byly určeny převážně pro městskou rozvážkovou službu. Později se objevil i požadavek na flexibilnejší pohon benzínovým motorem. V letech 1995–1996 se do vozů Škoda Beta montoval agregát z vozů Škoda Favorit 781.135, od roku 1996 modernější a výkonnější agregát automobilu Hyundai Accent s objemem 1341 cm³ a výkonem 62 kW při 5700 ot./min, který už Betě poskytoval vyhovující dynamické parametry.
Tatra Beta měla rám z ocelových profilů, v přední části s deformační zónou a s bezpečnostním obloukem nad předními sedadly. Na tento rám byla montována panelová karosérie z probarveného laminátu. Karoserie byly vyráběny ve třech barvách: bílé RAL 9002, modré RAL 5012 (příplatek 1540 Kč) a červené RAL 3020 (příplatek 4480 Kč). Bylo vyrobeno i několik kusů v barvě žluté a jeden v tyrkysové. Uzavřená karosérie s odděleným prostorem pro posádku měla využitelný objem 2,25 m³. Tatra Beta existovala taktéž v otevřeném provedení pick up, jako valník (Beta CV 1,3) a jako podvozek pro dostavbu (Beta CN 1,3), na který se montovala skříňová, nebo chladírenská nástavba.
S využitím elektrického pohonu se počítalo i do budoucna, dokonce se uvažovalo i o jeho kombinaci se spalovací turbínou, k realizaci však už nedošlo. Uvažovalo se i o montáži automobilů v Bulharsku, Polsku a Číně. Vůz však ani nezískal v žádném jiném státě homologaci pro provoz, pouze 4 kusy byly vyvezeny na Slovensko.
Celkem se vyrobilo 366 bet s prvky Hyundai.
I když Tatra Beta konstrukčně nevzešla z dílny Tatrovky, stala se posledním vozem tohoto výrobce v segmentu osobních a lehkých užitkových automobilů. Po ukončení její výroby se Tatra věnuje už jen výrobě těžkých nákladních automobilů a o obnovení výroby osobních vozidel se v Kopřivnici (zatím) neuvažuje.

## Vlastnosti
Přední náprava byla typu McPherson, zadní náprava byla tuhá, jednoduché konstrukce s odpružením listovými pružinami a doplněná teleskopickými tlumiči. S benzínovým motorem a pětistupňovou převodovkou dosahovaly vozy rychlosti až 145 km/h s průměrnou spotřebou kolem 8 litrů na 100 km. Brzdy byly dvouokruhové, vpředu kotoučové a vzadu bubnové, s podtlakovým posilovačem. Automobily měly standardně disková kola rozměru 4,5xJ13 s pneumatikami 165/70 R 13. Na přání bylo možno namontovat autoradio Clarion, lité disky Borbet CF n. D, immobiliser GT Auto, zadní stěrač a tažné zařízení Sport Jacht ZT 431P, zámek zpátečky Medvěd Blok či vodotěsnou přepážku nákladového prostoru a kabiny.
Tatra Beta využívá mnoho dílů z vozů Hyundai Accent – motor a mechanické díly a celý interiér, Škoda Pick-Up (Favorit) – zadní svítilny, strop, zrcátka, boční okna, mechanismy dveří, z vozů Škoda Pickup (Felicia) – čelní okno či stěrače. Z vozů Škoda 120 jsou to například přední svítilny a blinkry.
Rozměry kompaktního vozu byly 3890 × 1660 × 1740 mm s rozvorem náprav 2465 mm a celkovou hmotností 1570 kg. Výroba byla v roce 1999 ukončena především z důvodu nedostatečných investičních schopností výrobního závodu, jakož i absence servisního zázemí.
Bety trpí řadou takzvaných dětských nemocí. Prakticky každá je díky ruční výrobě originál a jednotlivé díly z různých vozů na sebe nemusí pasovat. Klasický problém je s dveřmi, které se různě kříží a nejdou řádně zavírat. Dalším nedostatkem je zatékání dešťové vody do vozu a následná koroze rámu. Ta postihuje i nosníky podlahy nákladového prostoru.